# Фузере-Туна (Тревизо)
Фузере-Туна је насеље у Италији у округу Тревизо, региону Венето.
Према процени из 2011. у насељу је живело 116 становника. Насеље се налази на надморској висини од 337 м.